# 中村吉十郎 (初代)
初代 中村吉十郎（しょだい なかむら きちじゅうろう、1885年7月29日 - 没年不詳）は、日本の俳優、歌舞伎役者、元子役である。本名は臼杵 春一（うすき しゅんいち）。初代中村吉右衛門門下の歌舞伎役者から映画界に転向、日活京都撮影所において、尾上松之助の後を継ぐ二枚目スターとして活躍した。

## 来歴・人物
1885年（明治18年）7月29日、京都府京都市下京区に生まれる。
1888年（明治21年）、満4歳の時に京都府京都市にあった四條道場（後の新京極歌舞伎座、現在の京都松竹阪井座ビル）にて初舞台を踏み、『佐倉宗五郎』で四代目嵐橘三郎の扮する宗五郎の末子を演じた。その後、たまたま同地に赴いていた初代中村時藏（後の三代目中村歌六）に見出され、初代中村吉右衛門の門下となる。以降、初世吉右衛門と共に京都府や東京府（現在の東京都）、大阪府、愛知県名古屋市の三府一県を中心に各地を巡業した。この間、正確な年月日は不明だが、1914年（大正3年）に実業家小林喜三郎が創設した小林商会池袋撮影所の専属俳優に転向し、1917年（大正6年）4月1日に公開されたサイレント映画『小三金五郎』で映画初出演、その後も同年8月にかけて数本の作品に出演しており、市川海老十郎、片岡市女蔵、嵐松五郎らと共演した記録が残っている。
1922年（大正11年）7月、日活京都撮影所に所属していた中村扇太郎、嵐橘楽の相次ぐ急逝に伴い、当時松竹蒲田撮影所に在籍していた阪東左門と共に引き抜かれて入社。同年8月2日に公開されたサイレント映画『猿飛佐助』をはじめ、もっぱら尾上松之助主演映画の二枚目役として活躍する。ところが、関東大震災直後の1925年（大正14年）から次第に松之助映画の製作本数が減少すると、代わって初世吉十郎の主演映画が作られるようになり、女優岡田嘉子と組んだ同年5月29日公開の築山光吉監督映画『芥川孝子の仇討』などに出演。後に日活京都の剣戟スターとなる河部五郎、大河内傳次郎が入社するまでの間、初世吉十郎は實川延一郎、片岡松燕、市川市丸らと共に主演俳優として活躍した。1923年（大正12年）に発行された『現代俳優名鑑』（揚幕社）など一部の資料によれば、京都府京都市上京区紫野北舟岡町（現在の同市北区）、後に京都府京都市上京区大将軍一条町日活大将軍撮影所内（現在の同市北区）に住み、身長は5尺3寸2分（約161.2センチメートル）、体重は13貫（約48.8キログラム）、趣味は大弓である旨が記されている。
1926年（大正15年）3月31日、同年5月13日に公開された波多野安正監督映画『敵討日月草紙 後篇』に出演したのを最後に、大谷鬼若と共に日活を退社。退社後は歌舞伎の舞台に戻り、第二次世界大戦終結直前である1945年（昭和20年）6月、市川喜代子、片岡松右衛門、大友柳之介、松園桃子らと共演した新京極新富座での公演まで出演記録が確認できる。その後、同年12月になると、当時二代目中村吉兵衛を名乗っていた子息の臼杵春太郎（1907年 - 1977年）が、東京劇場において二代目中村吉十郎を襲名するが、終戦後の初世吉十郎の消息は伝えられていない。没年不詳。

## 出演作品

### 小林商会池袋撮影所
全て製作は「小林商会池袋撮影所」、配給は「小林商会」、全てサイレント映画である。
- 『小三金五郎』：監督不明、1917年4月1日公開
- 『檜山騒動相馬大作』：監督不明、1917年4月11日公開
- 『大名五郎蔵』：監督不明、1917年4月21日公開
- 『団七九郎兵衛』：監督不明、1917年5月1日公開
- 『桜木お蝶』：監督不明、1917年5月11日公開
- 『八百屋お七』：監督不明、1917年5月21日公開
- 『永録曾我譚』：監督不明、1917年6月1日公開
- 『野狐三次』：監督不明、1917年6月11日公開
- 『此糸蘭蝶』：監督不明、1917年6月21日公開
- 『三勝半七』：監督不明、1917年7月1日公開
- 『国定忠次』：監督不明、1917年7月11日公開
- 『佑天吉松』：監督不明、1917年8月31日公開

### 日活京都撮影所
全て製作は「日活京都撮影所」、配給は「日活」、全てサイレント映画である。
- 『猿飛佐助』：監督不明、1922年8月12日公開
- 『鬼若三次』：監督不明、1922年8月28日公開
- 『中山安兵衛』：監督不明、1922年9月10日公開 - 中山安太郎
- 『柳生重兵衛漫遊紀』：監督不明、1922年10月29日公開 - 仲間半助
- 『閻魔の小兵衛』：監督不明、1922年11月4日公開 - 浮世屋伊之助
- 『石川寅次郎』：監督不明、1922年11月11日公開 - 浅香三四郎
- 『漁師鱶七』（『実録妹背山』）：監督不明、1922年11月19日公開 - 藤原鎌足
- 『真田幸村と大助』：監督不明、1922年11月30日公開 - 速見甲斐守
- 『雷電為右衛門』：監督不明、1922年12月21日公開 - 雷電為右衛門
- 『木下藤吉郎 前篇』（『豊公一代記 前篇』）：監督不明、1923年2月3日公開 - 前田犬千代
- 『木下藤吉郎 後篇』（『豊公一代記 後篇』）：監督不明、1923年2月17日公開 - 前田犬千代
- 『番町皿屋敷』：監督不明、1923年3月30日公開 - 青山主膳
- 『鳩使ひの女』：監督辻吉郎、1923年4月25日公開 - 足利義明
- 『日本無茶修行』：監督不明、1923年5月4日公開
- 『小夜の中山夜泣石』：監督公木之雄（中村鶴三）、1923年6月21日公開 - 万字御前
- 『松平外記』：監督不明、1923年6月23日公開 - 安西伊賀之助
- 『名古屋山三』：監督不明、1923年7月26日公開 - 吃又平
- 『彦左の恋』：監督不明、1923年11月21日公開 - 正助の女房おつね
- 『燃ゆる渦巻 第一篇』：監督池田富保、1924年1月7日公開 - 浪人・林清之助（偽駒井相模守）
- 『拳骨と忍術の漫遊』（『拳骨と忍術』）：監督築山光吉、1924年1月14日公開 - 木村又蔵
- 『塙の首掛け』：監督池田富保、1924年1月14日公開 - 鉄
- 『富士八郎』：監督小林彌六、1924年2月7日公開 - 百々島覚馬
- 『雨の山寺』：監督小林彌六、1924年2月24日公開 - 郷秀之助
- 『寿命の火 前篇』：監督池田富保、1924年3月1日公開 - 太鼓持繁八
- 『井伊大老と舟大工』：監督辻吉郎、1924年3月8日公開
- 『燃ゆる渦巻 第二篇』：監督池田富保、1924年3月14日公開 - 浪人・林清之助
- 『燃ゆる渦巻 第三篇』：監督池田富保、1924年3月21日公開 - 浪人・林清之助
- 『燃ゆる渦巻 第四篇』：監督池田富保、1924年3月28日公開 - 浪人・林清之助
- 『寿命の火 後篇』：監督池田富保、1924年4月3日公開 - 太鼓持繁八
- 『武士の果』：監督辻吉郎、1924年4月3日公開
- 『燃ゆる渦巻 第五篇』：監督池田富保、1924年4月4日公開 - 浪人・林清之助
- 『義士外傳 和助と兄』（『和助の兄』）：監督池田富保、1924年4月10日公開 - 成人・茅野和助
- 『桜 さくら』：監督池田富保、1924年5月8日公開 - 一條頭太夫行房郷
- 『三日月次郎吉』：監督築山光吉、1924年6月12日公開 - 鬼若三次
- 『花の春遠山桜 前後篇』：監督辻吉郎、1924年6月19日公開 - 子分馬吉、筒井伊賀之守（二役）
- 『二見の仇討』（『三尺染五郎』）：監督小林彌六、1924年6月21日公開 - 子分安吉
- 『鬼作左衛門の娘』：監督池田富保、1924年8月1日公開 - 滝川六郎、実は乾弥六郎
- 『武士の魂』：監督築山光吉、1924年8月15日公開
- 『梁川庄八（怪浪士）』（『怪浪士』）：監督小林彌六、1924年8月22日公開
- 『赤垣源蔵』：監督辻吉郎、1924年9月1日公開 - 堀部安兵衛・高田軍兵衛（二役）
- 『勤王烈婦 孝女村岡』：監督池田富保、1924年9月12日公開 - 近衛関白忠熈公
- 『血染の纏』：監督築山光吉、1924年10月12日公開 - よ組の小頭牛若の千太
- 『憂国の志士 前篇』：監督公木之雄（中村鶴三）、1924年10月17日公開 - 勤王・野沢文吾
- 『憂国の志士 後篇』：監督公木之雄（中村鶴三）、1924年10月24日公開 - 勤王・野沢文吾
- 『清水次郎長 前篇』：監督辻吉郎、1924年11月13日公開 - 乾分嘉吉
- 『清水次郎長 後篇』：監督辻吉郎、1924年11月13日公開 - 巾下の長兵衛
- 『南海の哀話』：監督辻吉郎、1924年11月20日公開 - 漁師惣吉
- 『恋の骸』：監督池田富保、1924年11月20日公開 - 豪商・駿河屋伊兵衛
- 『木村又蔵』：監督辻吉郎、1924年12月22日公開 - 小早川秀秋
- 『岩見重太郎』：監督池田富保、1924年12月31日公開 - 植松藤兵衛
- 『熱血の刃』：監督辻吉郎、1924年公開
- 『毛剃九右衛門』：監督築山光吉、1924年公開 - 小松屋宗七
- 『秋月大八郎』：監督築山光吉、1924年公開 - 中老篠浦
- 『血涙の記 前後篇』：監督波多野安正、1924年公開 - 下僕義蔵
- 『白藤権八郎 前篇 鍛錬の巻』：監督池田富保、1925年1月5日公開 - 魚屋松五郎
- 『白藤権八郎 後篇 剣人の巻』：監督池田富保、1925年1月10日公開 - 魚屋松五郎
- 『涙の捕縄』：監督小林彌六、1925年2月1日公開 - 手習師匠山村右内、実は由井多門（主演）
- 『怪力八郎』：監督高橋寿康、1925年2月8日公開 - 近習藤田金吾
- 『甚内の死』（『高阪甚内』『辻斬甚内』）：監督辻吉郎、1925年2月22日公開 - 高阪甚内
- 『慕ひ行く影 前篇』：監督波多野安正、1925年2月28日公開 - 清水谷英之進
- 『慕ひ行く影 後篇』：監督高橋章、1925年3月7日公開 - 浅野内匠頭
- 『坂崎権十郎』：監督辻吉郎、1924年製作、1925年4月10日公開 - 早瀬主人（主演）
- 『中山安兵衛 前後篇』：監督高橋章、1925年5月15日公開 - 魚屋長次
- 『芥川孝子の仇討』：監督築山光吉、1925年5月29日公開 - 早川八之丞
- 『落花の舞 前篇』：監督池田富保、1925年5月31日公開 - 乾分大政
- 『落花の舞 中篇』：監督池田富保、1925年6月11日公開 - 乾分大政
- 『珍な大名』：監督築山光吉、1925年6月26日公開 - 奉行人見播磨
- 『嫁ヶ島』：監督辻吉郎、1925年7月8日公開 - 同・儀平
- 『児來也』：監督池田富保、1925年7月14日公開 - 臣富重小太郎
- 『新撰組 前篇』：監督辻吉郎、1925年8月13日公開 - 但馬流織之助（主演）
- 『鉄笛の義人』（『鉄笛の美人』）：監督築山光吉、1925年8月19日公開 - 主演
- 『新撰組 後篇』：監督辻吉郎、1925年8月20日公開 - 但馬流織之助（主演）
- 『原田甲斐』：監督築山光吉、1925年公開 - 板倉内繕正

### 日活大将軍撮影所
全て製作は「日活大将軍撮影所」、配給は「日活」、全てサイレント映画である。
- 『筑波鋭之助』：監督小林彌六、1925年9月23日公開 - 酒井清定公
- 『乞食と大名』：監督小林彌六、1925年9月30日公開 - 最上出羽守
- 『狂へる漂人』：監督小林彌六、1925年10月6日公開 - 塩焼人夫・喜作
- 『黒頭巾十六騎』（『黒巾十六騎』）：監督小林彌六、1925年10月23日公開 - 清水頼母（主演）
- 『炬火を翳して』：監督辻吉郎、1925年10月23日公開 - 主演
- 『荒木又右衛門』：監督池田富保、1925年11月1日公開 - 北堂武右衛門
- 『地獄に堕ちた光秀』（『地獄に落ちた光秀』）：監督辻吉郎、1926年1月15日公開 - 明智光秀（主演）
- 『佐野鹿十郎』：監督辻吉郎、1926年1月22日公開 - 佐野鹿十郎（主演）
- 『虚無僧』：監督波多野安正、1926年1月22日公開 - 矢沢重四郎
- 『平井権八（長兵衛と権八）』：監督波多野安正、1926年2月3日公開 - 幡随院長兵衛
- 『尾張三郎丸』：監督辻吉郎、1926年2月14日公開 - 百姓・六助
- 『実録忠臣蔵 天の巻・地の巻・人の巻』：監督池田富保、1926年4月1日公開 - 岡島八十右衛門常樹
- 『敵討日月草紙 前篇』：監督波多野安正、1926年5月6日公開 - 塩町の鉄次
- 『敵討日月草紙 後篇』：監督波多野安正、1926年5月13日公開 - 塩町の鉄次
- 『増補改訂忠臣蔵 天の巻・地の巻・人の巻』：監督池田富保、1927年9月1日公開 - 岡島八十右衛門常樹